# Узбекский металлургический комбинат
Узбекский металлургический комбинат, также АО «Узметкомбинат» (узб. O'zbekiston metallurgiya kombinati) — предприятие черной металлургии в Узбекистане. Основан как Узбекский металлургический завод, вступил в строй в 1944 году, будучи первым металлургическим заводом Узбекской ССР. Комбинат переплавляет металлолом, выпускает металлопрокат.

## Описание
Расположен на востоке страны, в городе Бекабаде Ташкентской области на реке Сырдарье, непосредственно на границе с Таджикистаном.
Комбинат переплавляет металлолом, выпускает металлопрокат.
Является главным спонсором футбольного клуба «Металлург» (Бекабад).

## История
Завод был создан для переплавки металлолома, собранного в Средней Азии. Строительство завода началось в 1943 году, 5 марта 1944 года введена в действие первая мартеновская печь, в 1945 году — вторая, в 1949 году — третья. В сентябре 1946 года введен в строй мелкосортный стан «300», в мае 1948 года — тонколистовой стан «700». В проектировании завода принимали участие научно-исследовательские институты и учреждения Киева и Харькова. Проектной мощности мартеновский цех достиг в 1950 году, прокатный — в 1951 году. В 1962 году введена в действие установка непрерывной разливки стали. К середине 1970-х годов мощность металлургических цехов выросла более чем в 3 раза. Завод переплавлял металлолом, а также чугун, поставляемый металлургическими заводами Урала и Казахстана. Готовая продукция использовалась машиностроительными предприятиями и строительными организациями. В 1974 году освоено производство эмалированной посуды. В конце 1970-х — начале 1980-х годов осуществлялось расширение завода за счет строительства электросталеплавильного и прокатного цехов, а также вспомогательных цехов.
В 1994 году награждён Почётной грамотой Республики Узбекистан.
В 1994 году, после объединения завода с Ширинским машиностроительным заводом и хозрасчетным объединением предприятий «Вторчермет» было образовано открытое акционерное общество «Узметкомбинат».
В 2017 году Узбекистан передал государственную долю в уставном капитале в доверительное управление иностранной компании SFI Management Group.
В 2021 году SFI Group перестало управлять Узбекским металлургическим комбинатом.